# 社子 (臺北市大字)
社子，原寫為社仔，是臺北市士林區的一個傳統地域名稱，位於該區西南部。約是「社子次分區」東南半以及「後港次分區」除南端以外部分。相較於今日行政區，其範圍大致包括社子次分區的福順里不含西南端、富光里不含南端、葫東里、葫蘆里、社子里、社新里、社園里、永倫里不含西南部，以及後港次分區的承德里西北大半部、福華里西北半部、前港里、百齡里、福中里、後港里不含最北端，另包括街上次分區的義信里西部邊界地帶、福德里西南部邊界地帶、福佳里西南部邊界地帶。

## 歷史
台灣日治前期，社子地區為一街庄，稱為「社仔庄」，隸屬於芝蘭一堡。該庄北、東及東南隔基隆河與洲尾庄、福德洋庄、士林街、大直庄為界，南邊隔基隆河分流番仔溝與大龍峒街、番仔溝庄為界，西邊隔淡水河與三重埔庄為界，西北邊溪洲底庄。
當時的基隆河在該地區河道與今日不同：自三腳渡開始，河道先轉向東北再繞彎道轉向東南東，然後再繞彎道轉向北再轉西北微北，穿越士林街與社仔庄後港墘聚落之間後略為直流，至福德洋庄福德洋聚落西側後繞大彎轉向西微南，再於洲尾聚落南側附近接回今河道；而整個土名後港墘地區皆與社仔庄其他地區連在一起。
1901年（日治明治三十四年）11月，該庄隸屬於臺北廳，編入第十二區。1906年（明治三十九年）1月，第十二區改名「社仔區」。1920年（大正九年），該庄改制並雅化為「社子」大字，下轄小字「社子」、「三角埔」、「渡子頭」、「葫蘆堵」、「後港墘」，隸屬於臺北州七星郡士林。1933年士林庄升格為士林街。
戰後士林街改制為士林鎮，隸屬於臺北縣，小字社子劃為「社子里」，三角埔、渡子頭合劃為「永平里」，葫蘆堵劃為「葫蘆里」，後港墘劃為「後港里」。1949年，士林鎮與北投鎮一併改隸屬新成立的草山管理局。1950年隨著草山改名為陽明山，草山管理局亦改名為陽明山管理局，士林鎮仍隸屬之。
1963年9月的超級強烈颱風葛樂禮在北臺灣降下豪雨，加上石門水庫洩洪，導致臺北盆地大淹水。災後政府認為此次水患原因之一是基隆河道太過彎曲，於是推動「基隆河士林段截彎取直工程」。新河道將原本社子島東南角分割成東西兩部分，東側的「後港墘」地區自此脫離社子島，變成被新舊河道包圍的狹長小島。
1968年7月臺北市改制為院轄市，士林鎮併入成為士林區。1970年代初期修建中山高速公路時將番子溝填平，又將基隆河士林段廢河道填平（今基河路全線與士商路－承德路間區域），從此社子島與臺北市主要部分相連而成為半島，而「後港墘」則與東邊的士林、福德洋以及南邊劍潭的明勝里相連。1990年3月，臺北市各區重劃，該地區仍隸屬士林區。

## 聚落
本地區發展較早的聚落有社仔、三角埔、渡仔頭、胡蘆堵、後港墘等，在日治期初期的官方地圖上已有記載。:178-180

### 社仔
1946年劃為社子里，1974年劃出社正、社中2里。1981年自社子里劃出社園里。1990年社正里併回社子里，社中與永新里合併為社新里。現為社子、社園、社新3里。

### 三角埔、渡仔頭
1946年劃為永平里，1974年劃出永新里。1990年永新與社中里合併為社新里，永平里與溪洲底倫等里合併為永倫里。現為社新、永倫2里相接部分。

### 葫蘆堵
1946年劃為葫蘆里，1973年劃出葫東、福順、海光3里。1974年自福順里劃出德信里。1981年自海光里劃出富光里。1990年將海光里併入富光里，將德信里併回福順里。現為葫蘆、葫東、富光、福順4里。

### 後港墘
1946年劃為後港里，1973年劃出福中、前港2里。1974年自後港里劃出景佑里，自福中里劃出福華里。1981年自前港里劃出承德里，自福中里劃出百齡里。1990年將景佑里併回後港里。現為後港、福中、福華、百齡、前港、承德6里。
後港墘在基隆河截彎取直後與社子島分離，該區6里加上鄰接之劍潭地區劍潭里分出的明勝里，現稱為後港次分區。
社子其餘部分加上溪洲底、和尚洲中洲埔即為現在的「社子島」，稱為社子次分區。

## 交通

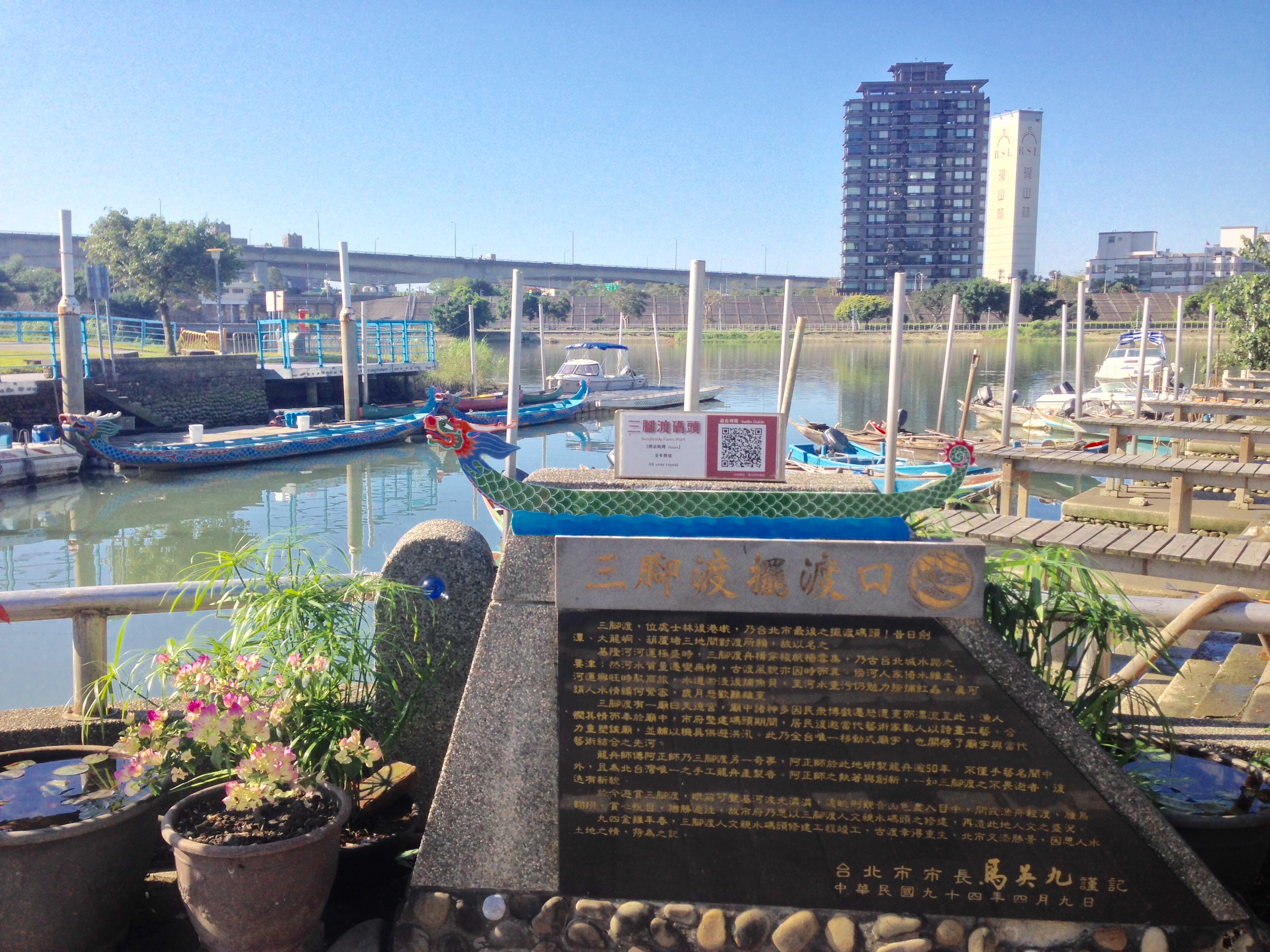
三腳渡碼頭

- 省道台2乙線

### 三腳渡
過去為橫渡基隆河往來社子葫蘆堵、大龍峒、劍潭三地的三角渡口，為社子地區重要的聯外交通方式。後因基隆河整治改道，碼頭的交通功能逐漸萎縮，原始的渡口皆已消失。現於後港墘福華里的基隆河新河道畔設有遊憩功能的「三腳渡擺渡口」。

## 學校
- 陽明高中
- 百齡高中（西半部）
- 士林高商
- 社子國小
- 葫蘆國小
- 百齡國小

## 廟宇
- 永平福德宮（位於社子國小內，土地祠）
- 三腳渡天德宮（位於後港墘地區）